# 寺谷 (横浜市)
寺谷（てらや）は、神奈川県横浜市鶴見区の地名。現行行政地名は寺谷一丁目から寺谷二丁目。住居表示実施済み区域。

## 地理
鶴見区の中央部に位置し、東に豊岡町、南東に鶴見、南西に東寺尾中台、西に東寺尾北台、北西に諏訪坂、北東に佃野町と接している。

### 面積
面積は以下の通りである。
| 丁目       | 面積（km²） |
| ---------- | ----------- |
| 寺谷一丁目 | 0.165       |
| 寺谷二丁目 | 0.117       |
| 計         | 0.282       |

### 地価
住宅地の地価は、2024年（令和6年）7月1日の公示地価によれば、寺谷2-8-16の地点で36万4000円/m²となっている。

## 歴史

### 沿革
- 1972年（昭和47年）6月5日 - 住居表示の実施に伴い、東寺尾町、鶴見町の各一部を分離し寺谷を新設[7]。

### 町名の変遷
| 実施後     | 実施年月日               | 実施前（各町名ともその一部） |
| ---------- | ------------------------ | ---------------------------- |
| 寺谷一丁目 | 1972年（昭和47年）6月5日 | 東寺尾町、鶴見町（各一部）   |
| 寺谷二丁目 | 1972年（昭和47年）6月5日 | 東寺尾町、鶴見町（各一部）   |

## 世帯数と人口
2025年（令和7年）6月30日現在（横浜市発表）の世帯数と人口は以下の通りである。
| 丁目       | 世帯数    | 人口    |
| ---------- | --------- | ------- |
| 寺谷一丁目 | 1,513世帯 | 2,682人 |
| 寺谷二丁目 | 1,298世帯 | 2,481人 |
| 計         | 2,811世帯 | 5,163人 |

### 人口の変遷
国勢調査による人口の推移。
| 年                 | 人口  |
| ------------------ | ----- |
| 1995年（平成7年）  | 4,373 |
| 2000年（平成12年） | 4,229 |
| 2005年（平成17年） | 4,164 |
| 2010年（平成22年） | 4,536 |
| 2015年（平成27年） | 4,643 |
| 2020年（令和2年）  | 4,931 |

### 世帯数の変遷
国勢調査による世帯数の推移。
| 年                 | 世帯数 |
| ------------------ | ------ |
| 1995年（平成7年）  | 2,016  |
| 2000年（平成12年） | 2,072  |
| 2005年（平成17年） | 2,026  |
| 2010年（平成22年） | 2,321  |
| 2015年（平成27年） | 2,357  |
| 2020年（令和2年）  | 2,604  |

## 学区
市立小・中学校に通う場合、学区は以下の通りとなる（2024年11月時点）。
| 丁目       | 番・番地等                        | 小学校             | 中学校             |
| ---------- | --------------------------------- | ------------------ | ------------------ |
| 寺谷一丁目 | 19番28〜35号 21番〜26番15号       | 横浜市立東台小学校 | 横浜市立寺尾中学校 |
| 寺谷一丁目 | 1番〜19番27号 20番 26番16号〜27番 | 横浜市立豊岡小学校 | 横浜市立鶴見中学校 |
| 寺谷二丁目 | 全域                              | 横浜市立豊岡小学校 | 横浜市立鶴見中学校 |

## 事業所
2021年（令和3年）現在の経済センサス調査による事業所数と従業員数は以下の通りである。
| 丁目       | 事業所数 | 従業員数 |
| ---------- | -------- | -------- |
| 寺谷一丁目 | 40事業所 | 212人    |
| 寺谷二丁目 | 37事業所 | 242人    |
| 計         | 77事業所 | 454人    |

### 事業者数の変遷
経済センサスによる事業所数の推移。
| 年                 | 事業者数 |
| ------------------ | -------- |
| 2016年（平成28年） | 76       |
| 2021年（令和3年）  | 77       |

### 従業員数の変遷
経済センサスによる従業員数の推移。
| 年                 | 従業員数 |
| ------------------ | -------- |
| 2016年（平成28年） | 398      |
| 2021年（令和3年）  | 454      |

## 施設
- 寺谷弁天

## その他

### 日本郵便
- 郵便番号 : 230-0015[3]（集配局：鶴見郵便局[17]）

### 警察
町内の警察の管轄区域は以下の通りである。
| 丁目       | 番・番地等 | 警察署     | 交番・駐在所   |
| ---------- | ---------- | ---------- | -------------- |
| 寺谷一丁目 | 18～27番   | 鶴見警察署 | 東寺尾交番     |
| 寺谷一丁目 | １～17番   | 鶴見警察署 | 鶴見駅西口交番 |
| 寺谷二丁目 | 全域       | 鶴見警察署 | 鶴見駅西口交番 |